# ورزشگاه سرخیو لئون چاوز
ورزشگاه سرخیو لئون چاوز (اسپانیایی: Estadio Sergio León Chávez‎) یک ورزشگاه فوتبال در شهر ایرپواتو، گوانخواتو، مکزیک است.
این ورزشگاه که در سال ۱۹۶۹ تأسیس شده دارای ۲۸٬۵۰۰ نفر ظرفیت و میزبان جام جهانی فوتبال ۱۹۸۶ بوده است.